# بریده‌کفال‌ها
بریده‌کفال‌ها (نام علمی: Crenimugil) نام یک سرده از تیره ماهی کفال است.